# Рождественно (Перемышльский район)
Рождественно — село в Перемышльском районе Калужской области, входит в состав сельского поселения «Деревня Хотисино». Численность населения согласно переписи 2010 года составляет 7 человек.

## Физико-географическая характеристика

### Географическое положение
Село расположено в центре европейской части России, в северо-западной части Среднерусской возвышенности, находится в 20 км к востоку от города Калуга с которым связан федеральной дорогой Р132. На западе, в 500 м от Рождественно, протекает река Ужердь, являющаяся правым притоком Оки. Рельефный фон данной территории сформировался в период таяния ранней стадии развития московского ледника.

### Климат
Климат села, как и всей Калужской области, умеренно континентальный с четко выраженными сезонами года. Характеризуется теплым летом, умеренно холодной с устойчивым снежным покровом зимой и хорошо выраженными, но менее длительными переходными периодами — весной и осенью.
| Показатель                    | Янв.  | Фев.  | Март | Апр. | Май  | Июнь | Июль | Авг. | Сен. | Окт. | Нояб. | Дек. | Год |
| ----------------------------- | ----- | ----- | ---- | ---- | ---- | ---- | ---- | ---- | ---- | ---- | ----- | ---- | --- |
| Средний суточный максимум, °C | −6,6  | −5    | 1,4  | 10,3 | 18,7 | 21,5 | 23   | 21,9 | 15,7 | 9    | 0,7   | −1,2 | 8,2 |
| Средняя температура, °C       | −10,1 | −9    | −3,5 | 5,7  | 12,7 | 15,8 | 17,5 | 16,3 | 10,9 | 5,4  | −1,9  | −6,6 | 4,4 |
| Средний суточный минимум, °C  | −13,5 | −12,9 | −7,4 | 1    | 6,7  | 10,1 | 12   | 10,7 | 6,1  | 1,8  | −4,5  | −9,5 | 0,1 |
| Норма осадков, мм             | 39    | 33    | 35   | 39   | 43   | 77   | 80   | 71   | 55   | 50   | 53    | 55   | 630 |

## История
Село Рождественно (альтернативное название: Рождественно Дальнее) получило свое название благодаря церкви Рождества Христова, построенной в 1768 году статским советником Григорием Ивановичем Полонским (умер в 1779 году, похоронен в некрополе Донского монастыря).
Строительство церкви велось из красного кирпича, в архитектурном стиле барокко. Основной объём имеет форму четверика с восьмигранным барабаном, увенчанным куполом с главкой, по сей день не сохранившейся. Центральный вход, вопреки классическим элементам барокко, украшен кладочным декором. По левую сторону от него располагается помещение трапезной, встроенной между храмом и колокольней в середине XIX века, с галереей арочных окон, украшенных коваными решетками, с классическим церковным рисунком. Колокольня церкви трехъярусная: первый имеет форму четверика, остальные центрические, купол до настоящего времени не сохранился.
Церковь Рождества Христова располагалась в стороне от старой деревни и была усадебной — в конце XVIII века в селе находилась усадьба Н. Г. Полонского, сына строителя церкви.
На основании данных Центрального статистического комитета Министерства внутренних дел Российской империи, составившего и издавшего Списки населенных мест Калужской губернии, в 1863 году в селе Рождественно число дворов равнялось 4, а число жителей составляло 22 человека (10 — мужского пола, 12 — женского пола).
Список населенных мест Калужской губернии Калужского губернского статистического комитета, изданный в 1914 году не дает точной информации о количестве жителей, проживающих в Рождественно, однако на основании условных сокращений, принятых в Списке, можно сделать вывод, что на территории села действовала церковно-приходская школа.
В советское время церковь села Рождественно была частично разрушена, уцелевшие помещения использовались в качестве склада для сельскохозяйственных нужд.
Согласно решению малого Совета Калужского областного Совета народных депутатов от 22 мая 1992 года № 76 «Об утверждении списка памятников истории и культуры области и принятии их на государственную охрану по Перемышльскому району» церковь Рождества Христова признается объектом культурного наследия.
Общее состояние комплекса церкви довольно плачевно — кровля сильно повреждена, густо поросла молодыми деревьями, объём частично проваливается под землю. Внутренняя отделка полностью отсутствует — ни фресок, ни росписей не обнаружено. Находиться в помещении довольно опасно — периодически с потолка осыпается кирпич.
В 2014 году были начаты ремонтные работы, но сделать удалось не так много.
Церковь Рождества Христова входит в состав 9-го Перемышльского благочиния (округа) Калужской епархии Калужской митрополии Русской православной церкви.

## Население

### Численность населения по годам
Постоянное население села Рождественно по годам:
- 2002 год — 9 человек;
- 2003 год — 8 человек;
- 2004 год — 8 человек;
- 2005 год — 7 человек;
- 2006 год — 7 человек;
- 2007 год — 7 человек;
- 2008 год — 7 человек;
- 2009 год — 7 человек;
- 2010 год — 7 человек;
- 2011 год — 7 человек;
- 2012 год — 7 человек.

Демографическая ситуация, сложившаяся за последние годы, характеризуется сокращением численности населения.

### Ритуальное обслуживание население
На территории села расположено действующее кладбище общей площадью 28000 м2.

## Транспорт
Внешние транспортно-экономические связи села, как и всего Перемышльского района, осуществляются только автомобильным транспортом.
К северу от Рождественно проходит автомобильная дорога федерального значения общего пользования Р132 «Калуга-Тула-Михайлов-Рязань», которая соединяет его с областным центром — г. Калуга, находящимся в 20 км.
Транспортное обслуживание населения осуществляется транзитными автобусными маршрутами, проходящими по автодороге Р132 «Калуга-Тула-Михайлов-Рязань».
Улично-дорожная сеть села представляет собой систему продольных и поперечных улиц, обеспечивающих транспортную связь между жилыми и иными зонами, и обеспечивающих выполнение основной работы пассажирского транспорта, выход на внешние автомобильные дороги.

## Телефонная связь и Интернет
Для оказания услуг связи в Рождественно установлен проводной таксофон. С помощью таксофона можно осуществлять местные, внутризоновые, междугородные и международные звонки, а также круглосуточно и бесплатно вызывать экстренные службы.
На территории села предоставляются услуги операторов сотовой связи МТС, Билайн, Мегафон, Tele2 и Yota, которые также предоставляют услуги доступа в Интернет.

## Водоснабжение
Водоснабжение села осуществляется от одной артезианской скважины, расположенной в восточной части села. Протяженность водопроводных сетей составляет ориентировочно 1,5 км, диаметром труб от 20 до 300 мм. Материал труб — металл, асбоцемент. Общая обеспеченность централизованным водоснабжением составляет около 20 %.